# La mirada de Freud
«La mirada de Freud» es una canción compuesta por el músico argentino Luis Alberto Spinetta que se encuentra en el álbum Privé de 1986, séptimo álbum solista y 19º en el que tiene participación decisiva Luis Alberto Spinetta.
La canción se relaciona con Sigmund Freud, tanto por haber sido el inventor del psicoanálisis, como por haber sido uno de los iniciadores del consumo de cocaína por vía nasal.
En el álbum Spinetta prescinde del baterista y utiliza en todos los temas una caja de ritmos Yamaha RX-11, programada por él mismo. En este tema Spinetta (voz, guitarra y bajo Fender) está acompañado solamente por Andrés Calamaro, que está a cargo de los teclados y la percusión digital. Spinetta incorpora en este álbum por primera vez técnicas de sampling, como una voz que dice "aparcero" y el encendido de un fósforo. 

## Contexto
Spinetta venía de disolver su banda Spinetta Jade con la que venía tocando desde 1980 y que marcó la etapa final de lo que se ha llamado su "proyecto jazzero", iniciado en 1977. Por otra parte Spinetta venía mostrando desde Mondo di Cromo (1983) un giro de su sonido hacia el techno (teclados, secuenciadores, sintetizadores, cajas de ritmos, samplers, MIDI, etc.) que caracterizó los años '80.
Durante 1985 Spinetta había trabajado con Charly García, quien también venía realizando un giro en su sonido desde el álbum Clics modernos (1983), en el marco de un enorme cambio político-cultural en Argentina, a raíz de la caída de la última dictadura militar el 10 de diciembre de 1983, que se extendería a toda América del Sur.
Finalmente el proyecto Spinetta/García quedó trunco debido a las diferencias personales que surgieron entre ellos. Fracasada la elaboración del álbum con Charly y también un intento de realizar un álbum con Pedro Aznar, en los últimos meses de 1985 Spinetta decidió sacar un álbum solista, utilizando parte del material trabajado para el disco con Charly García. 
El nuevo álbum de el Flaco llevó el nombre de Privé y fue pensado por Spinetta como respuesta al fracaso de su proyecto con Charly García. Él mismo define el álbum como "el producto de todo lo que me está pasando; de haber intentado hacer un disco con el flaco (por Charly García)". La mayoría de las canciones están explícita o implícitamente relacionadas con Charly García. El altísimo ritmo musical del álbum, frenético, "casi colérico", también ha sido asociado con el estado emocional de Spinetta luego de su ruptura con García: "A su modo, Privé es un disco de divorcio... más hecho para golpear que para bailar".
Del material trabajado para el frustrado proyecto Spinetta/García incluyó en este álbum tres temas, "Pobre amor, llámenlo" (dedicado a Charly), "La pelícana y el androide" y "Rezo por vos", este último único tema compuesto por ambos. También incluyó otros dos temas relacionados que Spinetta ha revelado que se relacionan con García: «No seas fanática» y «Una sola cosa». En otros temas como "La mirada de Freud" (relacionado con la cocaína), "Alfil, ella no cambia nada" y "Patas de rana", las relaciones son más indirectas y libradas a la interpretación.
Fue grabado en noviembre y los primeros días de diciembre de 1985.

## El tema
El tema es el séptimo track (segundo del lado B) del álbum solista Privé. Como su título lo indica se relaciona con Sigmund Freud, inventor del psicoanálisis, pero también iniciador del consumo de cocaína por vía nasal. Esa dualidad de la figura de Freud y del tema de la canción, está representada con las expresiones "la mirada de Freud" y "la nariz de Freud". Spinetta explica que usó esa expresión debido a que Freud "fue prácticamente el introductor del uso nasal de la cocaína". A veces se refería a la canción como "La nariz de Freud".
La letra, escrita en primera persona del singular, alude críticamente tanto al psicoanálisis como a la cocaína. En una estrofa dice que "la mirada de Freud" no lo "deja descansar" y en otra estrofa dice que "la nariz de Freud ya no es algo que me sirva". La letra agrega que el autor se refiere a un momento de tristeza en su vida causada por una ruptura afectiva ("y la sombra de tu adiós no me deja ni comer"). 
La canción tiene evidentes significaciones cruzadas, incluyendo el sample de un fósforo encendiéndose, dentro del contexto de un álbum causado por la frustración de la ruptura con Charly García.  

y la sombra de tu adiós
no me deja ni comer
y la nariz de Freud
ya no es algo que me sirva
yo solo quiero bailar
"La mirada de Freud" (fragmento)

Andrés Calamaro, único músico que acompaña a Spinetta en "La mirada de Freud", relacionó este tema con las drogas y Charly García, en un artículo escrito en 2013 para la revista Rolling Stone:

Grabamos "Vi la raya" con García, Richard, Fernando, Cano y la troupe nocturna de Vida cruel. Grabamos lisérgicos en Privé los teclados de "La mirada de Freud" y "Rezo (por vos)".
Andrés Calamaro

Spinetta, en las conversaciones que Eduardo Berti recoge en el libro Spinetta: crónica e iluminaciones, aclara que la canción fue escrita "antes de que yo empezara a psicoanalizarme":

Es una canción hecha antes de que yo empezara a psicoanalizarme. Está escrita en un momento en el que ciertas lecturas de Freud me conmocionaron. Me da la sensación de que Freud es un minero, escarbando en algo que por primera vez se profundiza. Un pionero que se está metiendo en una zona muy densa e inexplorada. E igual que aquel que hace una mina, primero tiene que producir una gran explosión en la cual no importa si se perdió material importante o no. Luego podrá excavar meticulosamente. Ciertos escritos de Freud parecen los primeros balbuceos de un lenguaje nuevo, e incluso guardan cierta tosquedad. Otros párrafos están al borde de lo literario, aunque yo siempre me había negado a apreciar estas virtudes. Ahora bien, la mirada de Freud, que es una mirada severa, se inmiscuye en los asuntos de cualquiera, se psicoanalice o no, quiera o no. Y no solo Freud, todo el psicoanálisis.
Luis Alberto Spinetta

En el álbum Spinetta prescinde del baterista y utiliza en todos los temas una caja de ritmos Yamaha RX-11, programada por él mismo. En este tema Spinetta (voz, guitarra y bajo Fender) está acompañado solamente por Andrés Calamaro, quien se hace cargo de los teclados y la percusión digital.
En este tema Spinetta recurre por primera vez a un amplio uso del sampling, que ya aparece en el inicio mismo de la canción con un sample de voz que repite la palabra "aparcero" en distintas frecuencias y velocidades. Otros samples utilizados es el que Spinetta denomina "seq", que está formado por una serie de sonidos rítmicos onomatopéyicos ("se-quen-de"). También utiliza para integrar la percusión el sample del encendido de un fósforo, así como el sonido "ding".